# Escua barzillai
Escua barzillai är en fjärilsart som beskrevs av William Schaus 1911. Escua barzillai ingår i släktet Escua och familjen nattflyn. Inga underarter finns listade i Catalogue of Life.